# 张探玄
张探玄（667年—742年8月28日），字体微，原籍南阳，后为临朐（山东潍坊）人，正一真人张道陵之后。唐玄宗时期上清派道士。
唐睿宗文明初年（684年），出家为道，隶本郡明山观道士。开元（713年）初，为长安景龙观供奉，开元十年（722年），与峨眉王仙卿、青城赵仙甫、汉中梁虚舟、齐国田仙寮等人，被选为唐朝祖庙玄元庙的道官。廿一年诏为东都道门威仪使，与洞玄先生司马秀同拜於玉清玄坛，不久兼任圣真、玄元两观观主。后游历海岳，止于王屋山清虚洞宫，又在玉真公主所隐居的灵都观修道。天宝元年七月二十四日丙寅（742年8月28日）卒， 享年七十六，门人私谥“贞玄先生”。

## 参看
- 玉真公主